# Přívoz Vrané nad Vltavou – Strnady

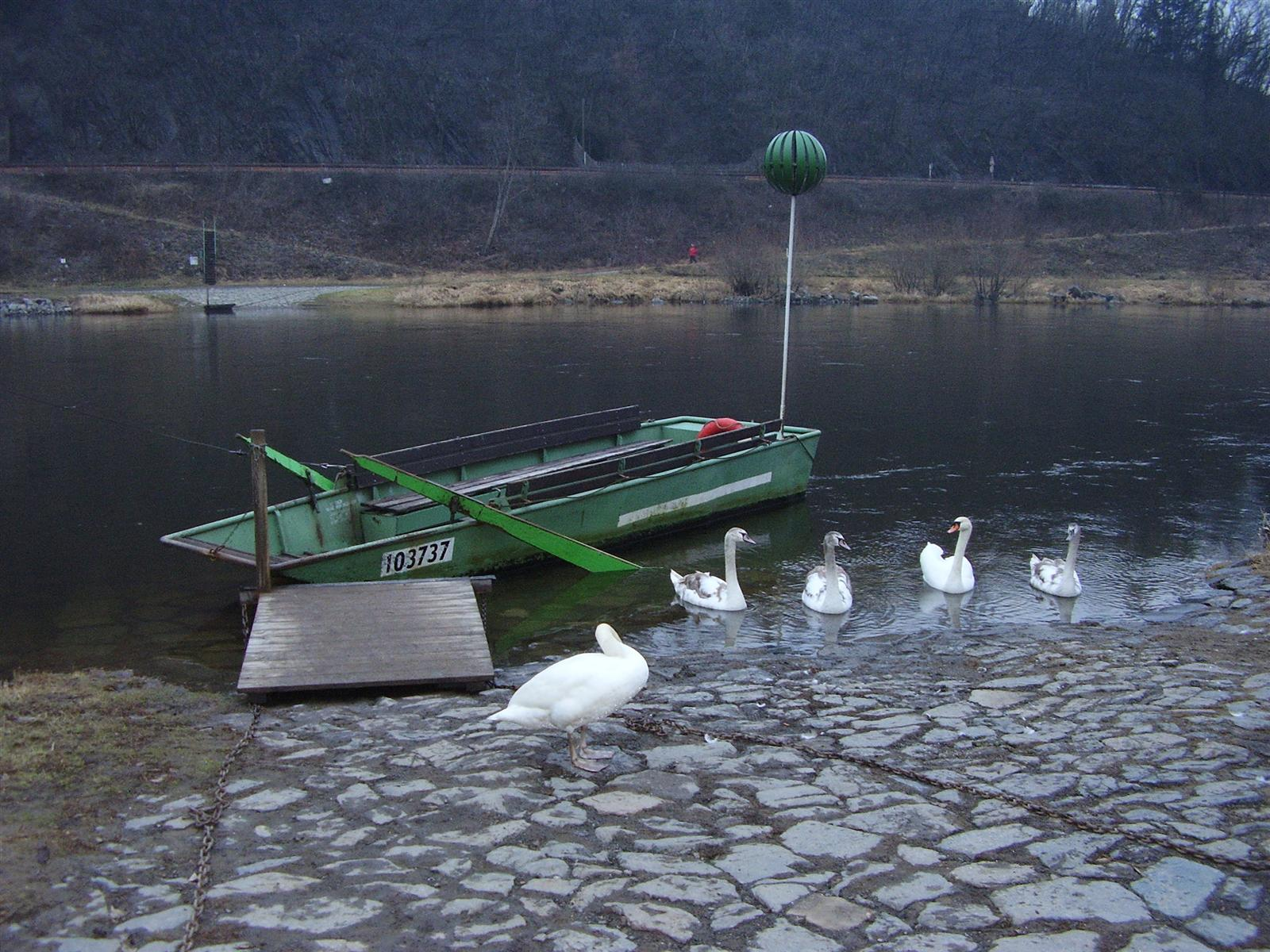
Pohled z Vraného ke Strnadům.

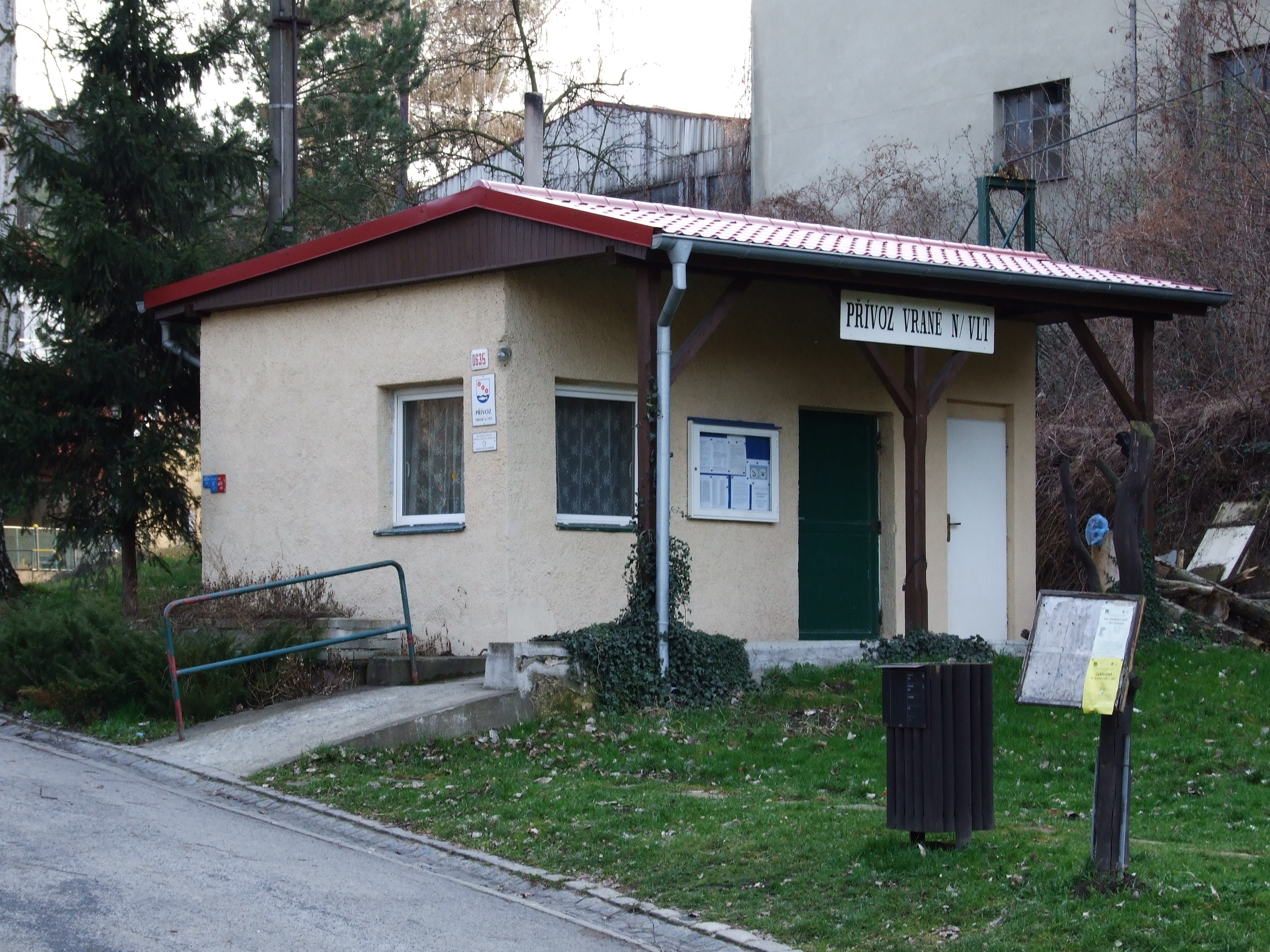
Převoznická budova ve Vraném.

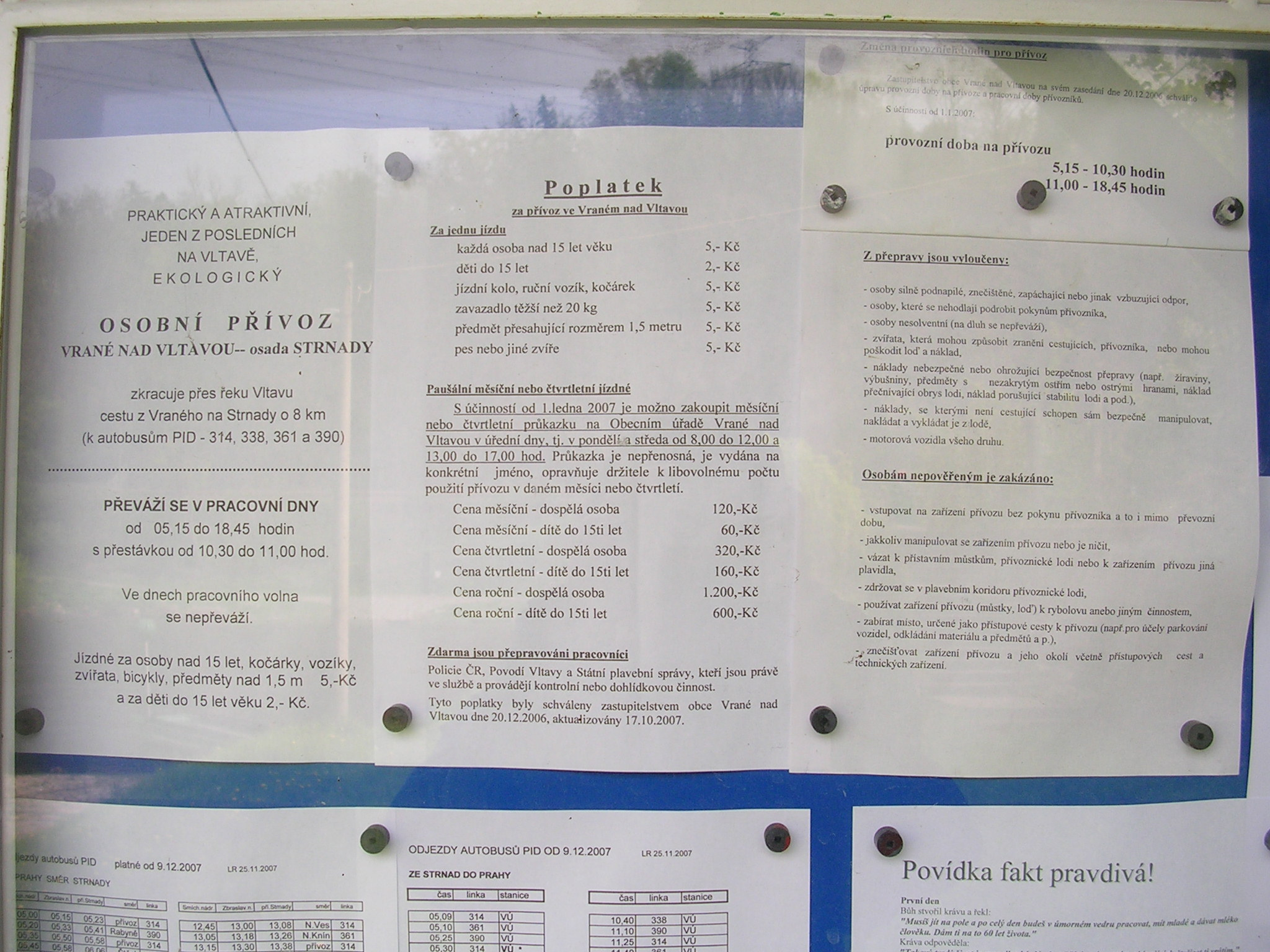
Jízdní řád přívozu

Přívoz Vrané nad Vltavou – Strnady přes řeku Vltavu vede z přístaviště v blízkosti centra obce Vrané nad Vltavou k výzkumnému ústavu lesnickému na okraji zbraslavské osady Strnady. Přístaviště ani výzkumný ústav však katastrálně nepatří k pražské Zbraslavi, ale k obci Jíloviště, k níž však jinak nemají žádnou vazbu. Nalézá se na říčním kilometru 70,200 (počítáno od Mělníka), dle starého systému řkm 174,60.
Od roku 1909 je provozovatelem přívozu obec Vrané nad Vltavou. Aktivními převozníky jsou Ladislav Ryšánek, Jaroslav Vlasák (od roku 1990), Bedřich Kyndl, expřevozník Jiří Hrdlička.

## Historie
Přívoz je na místě již několik staletí.
Nejstarší dochovaná zmínka o rybáři a přívozníkovi v jedné osobě je kronice z roku 1382. V roce 1407 byl na Malé řece, rameni Vltavy po pravé straně tehdejšího vranského ostrova, zřízen mlýn s pilou, který byl v roce 1837 majiteli, bratry Haaseovými, přestavěn na papírnu. Lze předpokládat, že v době provozu mlýna sloužil přívoz pro přepravu obilí, mouky, dříví i strojních součástí. Papírna poté provozovala i přívoz. Roku 1909 vranská papírna přívoz, který do té doby vlastnila, zdarma přenechala obci (kolem roku 2000 byla pak papírna zrušena). Obec přívoz pronajímala přívozníkovi za roční nájem 6000 Kč. Obec roku 1912 zrekonstruovala ocelovou konstrukci s lanem přívozu, dřívější konstrukce byla také kovová.
Roku 1929 byl postaven a roku 1931 zkolaudován převoznický domek č. p. 123 ve Vraném – v téže době se začínala stavět i blízká vranská přehrada. Roku 1972 byl postaven nový domeček, blíže k řece, a zdevastovaný původní převoznický domek byl roku 1981 odstraněn. V prosinci 2003 byl domeček zrekonstruován (nová střecha, vybudování skladu a zřízení záchodu s umývadlem, nátěry).
V letech 1962 až 1970 byl přívoz ve správě Okresní správy silnic Praha–západ. V té době se převáželo zdarma. V roce 1970 byl přívoz převeden zpět pod MNV Vrané, okres jej ročně dotoval částkou 40 000 Kč.

## Technický popis
Do roku 1939 byl v provozu dřevěný prám s nosností 6 tun a dřevěná loďka pro přepravu osob. Po roce 1939 si nechal přívozník Jaroslav Císař postavit prám o nosnosti 16 tun. V roce 1948 nechal přívozník pan Ejem prám za 63 000 Kč opravit. V únoru 1958 byl postaven nový prám o nosnosti 12,8 tuny pro 160 osob. Při velké vodě v roce 1965 po nárazu praskl jeden z trámů v prámu, oprava stála asi 1000–1500 Kč. Roku 1965 byla pořízena též nová, ocelová loď pro přepravu osob, s bezpečnostními plováky a se sedačkami s opěrátky. V roce 1966 v rámci spojeneckého cvičení armád Varšavské smlouvy byl v místě přívozu stavěn brod z betonových panelů (ten byl odstraněn v období od listopadu 1999 do září 2000). Neopatrnou manipulací s tankem byl nákladní prám v roce 1966 neopravitelně zničen. Od té doby slouží přívoz jen pro osobní dopravu. Roku 1990 byla stará loď pro opotřebení vyřazena a prodána soukromé osobě z Jarova, novou loď postavili pracovníci Vranské přehrady a byla uvedena do provozu v lednu 1991. V létě 2005 byla zhotovena nová vesla a podlážky do lodi, na loď byla umístěna nová „koule“, která podle Řádu plavební bezpečnosti označuje upoutaný přívozní prám.
Prám je poháněn říčním proudem tak, že pomocí lana zavěšeného na horní vodič je loď nastavena do potřebného úhlu. Ocelová konstrukce napínání lana o průměru 31,5 mm pochází z roku 1912, kdy nahradila předchozí ocelovou konstrukci. Do roku 1957 mělo lano průměr 26 mm. V květnu 1991 bylo nataženo nové pozinkované ocelové lano, rovněž o průměru 31,5 mm. V roce 2002 bylo zhotoveno inspekční závěsné zařízení pro kontrolu lana.
V roce 1988 se zprovozněním modřanského zdymadla stoupla hladina u vranského přívozu asi o 1 metr a proud se zmírnil. Loď proto byla místo dosavadního bidla s háčkem vybavena vesly.
Při povodni v roce 2002 byla hladina Vltavy v místě přívozu zvýšena asi o 10,5 metru, vybavení bylo zčásti poškozeno či odplaveno.
V létě 2005 bylo zrekonstruováno schodiště na strnadském přístavišti. U přívozu bylo instalováno nové zastřešené sedátko a informační tabule pro cyklisty.

## Provoz
Přívoz jezdí celoročně, avšak jen v pracovní dny, což snižuje jeho význam pro turistiku. Přepravuje osoby, kočárky a jízdní kola. Denně převeze kolem 150 až 200 lidí, rekord je 3500 lidí za měsíc. Ve třicátých letech 20. století přepravoval i dvoustopá vozidla.
V roce 1909 bylo jízdné odstupňováno od 2 h za osobu pěší až po 50 h za automobil, v noci byla sazba dvojnásobná. Jízdné v roce 1948 bylo za osobu 1 a za povoz 5 Kč. Od roku 1962 (převzetí přívozu okresní správou silnic) až do roku 1991 se převáželo zdarma. Do roku 2006 bylo jízdné 2 Kč za dospělou osobu a 1 Kč za dítě. Od 1. ledna 2007 je jízdné 5 Kč za dospělou osobu, jízdní kolo, větší zavazadlo nebo psa a 2 Kč za děti do 15 let. Od 1. ledna 2007 byly zavedeny měsíční, čtvrtletní a roční jízdenky. Přívoz není zařazen do žádného integrovaného dopravního systému.

## Dopravní souvislosti
Význam přívozu byl v minulosti o to vyšší, že ještě nevedly žádné cesty podél strmých břehů Vltavy. Přívoz zajišťoval spojení Vraného se Zbraslaví, Radotínem a Prahou.
Roku 1896 byl postaven první Zbraslavský most a téhož roku byl proražen železniční tunel u Jarova (trať je v provozu od roku 1897). V roce 1936 byla na navážce zřízena silnice po levém břehu ze Zbraslavi do Davle. V roce 1951 byl zrušen přívoz ve Skochovicích. V letech 1962–1969 byla v akci Z vybudována silnice po pravém břehu přes Jarov na Zbraslav.
Nejbližší most je zbraslavský most Závodu míru asi 4 km po proudu řeky níže. Proti proudu jsou nejbližší veřejné mosty v Davli, ve Skochovicích je železniční most.